# Грішечкін В'ячеслав Германович
В'ячеслав Германович Грішечкін (рос. Гришечкин Вячеслав Германович; 28 червня 1962, Сочі, СРСР — 15 вересня 2023) — російський актор театру та кіно. Заслужений артист Росії (1994).

## Життєпис
Народився 28 червня 1962 року в Сочі. 
Під час навчання у школі займався в драмгуртку. Після закінчення школи вступив у ГІТІС, одночасно грав у Театрі-студії на Південно-Заході. Після закінчення інституту служив в Радянській армії. Починав вчитися на курсі Михайла Туманова, після його смерті курс прийняв Борис Голубовський. Педагогами В'ячеслава Грішечкіна були Анатолій Ефрос і Сергій Юрський. 
У 1983 році закінчив акторський факультет ГІТІСу.
Працював у Театрі на Південно-Заході з моменту заснування театру. 
У 2004 році прийнятий в трупу Російського академічного молодіжного театру.
У 2009 році очолив Волзький драматичний театр у м. Волзький, Волгоградська область.
Грішечкін підтримав російську окупацію Криму, називаючи її "історичною справедливістю".
Помер 15 вересня 2023 року внаслiдок проблем з серцем.

## Фільмографія
- 1996 «Старі пісні про головне» — Монтер в клубі
- 2002 «Бригада» — людина на Ризькому ринку
- 2003 «Щит Мінерви» — Марк, літературний агент
- 2004 «Єралаш» — випуск № 178, епізод «Класний бій»
- 2005-2013 «Солдати» — майор/підполковник/полковник Олександр Степанович Староконь
- 2006 «Азіріс Нуна» — Кубатай
- 2006 «Віртуальний роман» — Паша, бригадир
- 2006-2008 «Щасливі разом» — Петрович
- 2008 «Охоронниця» — Олег Михайлович
- 2010 «Серафима прекрасна» — Пал Палич, партійний працівник, коханець Ірини
- 2011 «Контргра» — Лаврентій Берія
- 2011 «Фурцева» — Лаврентій Берія
- 2011 «Товариш Сталін» — Лаврентій Берія
- 2011 «Варенька. І в горі, і в радості» — Михайло
- 2014 «Усі скарби світу» — Ілля Гранцев, журналіст
- 2014 «Йде натура» — В'ячеслав Каменський, директор знімальної групи
- 2015 «Барси» — Василевський Антон Олександрович, кримінальний бізнесмен
- 2015 «Бармен» — Біг Бос
- 2015 «Терміново вийду заміж» — головний редактор часопису
- 2016 «Провокатор» — мер-корупціонер